# Voleibol de praia nos Jogos Pan-Americanos de 2019 - Feminino
O torneio feminino de voleibol de praia nos Jogos Pan-Americanos de 2019 ocorreu entre 24 e 30 de julho, no Circuito de playas de la Costa Verde, em Lima. Este evento, juntamente com o handebol, foram os responsáveis por abrir as disputas há dois dias da cerimônia de abertura.

## Medalhistas
| Ouro   | USA Jace Pardon e Karissa Cook    |
| Prata  | ARG Ana Gallay e Fernanda Pereyra |
| Bronze | BRA Ângela Lavalle e Carol Horta  |

## Primeira fase
|  | Duplas classificadas às quartas de final |
|  | Duplas classificadas às oitavas de final |
|  | Duplas disputam as posições inferiores   |

Todas as partidas seguem o fuso horário local (UTC-5).

### Grupo A
|     |                        |     | Jogos | Jogos | Jogos | Sets | Sets | Sets  | Pontos | Pontos | Pontos |
| Pos | Equipe                 | Pts | T     | V     | D     | V    | P    | R     | V      | P      | R      |
| --- | ---------------------- | --- | ----- | ----- | ----- | ---- | ---- | ----- | ------ | ------ | ------ |
| 1   | CUB Delís–Martínez     | 6   | 3     | 3     | 0     | 6    | 2    | 3.000 | 148    | 109    | 1.358  |
| 2   | PAR Caballero–Valiente | 5   | 3     | 2     | 1     | 5    | 2    | 2.500 | 119    | 106    | 1.123  |
| 3   | PER Allcca–Mendoza     | 4   | 3     | 1     | 2     | 2    | 4    | 0.500 | 92     | 104    | 0.885  |
| 4   | ESA Vásquez–Vargas     | 3   | 3     | 0     | 3     | 1    | 6    | 0.167 | 90     | 138    | 0.652  |

| 24 jul | 13:10 | Allcca–Mendoza     | 2-0 | Vásquez–Vargas     | 21-10, 21-10        | Relatório |
| 24 jul | 13:10 | Delís–Martínez     | 2-1 | Caballero–Valiente | 16-21, 21-12, 15-13 | Relatório |
| 25 jul | 14:50 | Allcca–Mendoza     | 0-2 | Caballero–Valiente | 10-21, 17-21        | Relatório |
| 25 jul | 14:50 | Delís–Martínez     | 2-1 | Vásquez–Vargas     | 18-21, 21-12, 15-7  | Relatório |
| 26 jul | 12:10 | Allcca–Mendoza     | 0-2 | Delís–Martínez     | 12-21, 11-21        | Relatório |
| 26 jul | 12:10 | Caballero–Valiente | 2-0 | Vásquez–Vargas     | 21-17, 21-13        | Relatório |

### Grupo B
|     |                      |     | Jogos | Jogos | Jogos | Sets | Sets | Sets  | Pontos | Pontos | Pontos |
| Pos | Equipe               | Pts | T     | V     | D     | V    | P    | R     | V      | P      | R      |
| --- | -------------------- | --- | ----- | ----- | ----- | ---- | ---- | ----- | ------ | ------ | ------ |
| 1   | USA Pardon–Cook      | 6   | 3     | 3     | 0     | 6    | 0    | MAX   | 127    | 73     | 1.740  |
| 2   | CRC Valenciano–Araya | 5   | 3     | 2     | 1     | 4    | 2    | 2.000 | 109    | 107    | 1.019  |
| 3   | COL Ayala–Ríos       | 4   | 3     | 1     | 2     | 2    | 4    | 0.500 | 105    | 106    | 0.991  |
| 4   | TTO Davidson–Grant   | 3   | 3     | 0     | 3     | 0    | 6    | 0.000 | 76     | 127    | 0.598  |

| 24 jul | 8:50  | Pardon–Cook      | 2-0 | Davidson–Grant   | 21-9, 21-8   | Relatório |
| 24 jul | 8:50  | Ayala–Ríos       | 0-2 | Valenciano–Araya | 15-21, 14-21 | Relatório |
| 25 jul | 11:30 | Pardon–Cook      | 2-0 | Valenciano–Araya | 21-11, 21-11 | Relatório |
| 25 jul | 11:30 | Ayala–Ríos       | 2-0 | Davidson–Grant   | 21-9, 21-12  | Relatório |
| 26 jul | 9:50  | Pardon–Cook      | 2-0 | Ayala–Ríos       | 22-20, 21-14 | Relatório |
| 26 jul | 9:50  | Valenciano–Araya | 2-0 | Davidson–Grant   | 21-18, 22-20 | Relatório |

### Grupo C
|     |                        |     | Jogos | Jogos | Jogos | Sets | Sets | Sets  | Pontos | Pontos | Pontos |
| Pos | Equipe                 | Pts | T     | V     | D     | V    | P    | R     | V      | P      | R      |
| --- | ---------------------- | --- | ----- | ----- | ----- | ---- | ---- | ----- | ------ | ------ | ------ |
| 1   | BRA Lavalle–Horta      | 6   | 3     | 3     | 0     | 6    | 0    | MAX   | 126    | 71     | 1.775  |
| 2   | CHI Rivas–Mardones     | 5   | 3     | 2     | 1     | 4    | 2    | 2.000 | 119    | 106    | 1.123  |
| 3   | MEX Orellana–Revuelta  | 4   | 3     | 1     | 2     | 2    | 4    | 0.500 | 97     | 101    | 0.960  |
| 4   | ISV Valenciana–Charles | 3   | 3     | 0     | 3     | 0    | 6    | 0.000 | 74     | 126    | 0.587  |

| 24 jul | 12:20 | Lavalle–Horta     | 2-0 | Valenciana–Charles | 21-8, 21-7   | Relatório |
| 24 jul | 12:20 | Orellana–Revuelta | 0-2 | Rivas–Mardones     | 19-21, 15-21 | Relatório |
| 25 jul | 14:00 | Lavalle–Horta     | 2-0 | Rivas–Mardones     | 21-16, 21-19 | Relatório |
| 25 jul | 14:00 | Orellana–Revuelta | 2-0 | Valenciana–Charles | 21-12, 21-12 | Relatório |
| 26 jul | 11:20 | Lavalle–Horta     | 2-0 | Orellana–Revuelta  | 21-10, 21-11 | Relatório |
| 26 jul | 11:20 | Rivas–Mardones    | 2-0 | Valenciana–Charles | 21-10, 21-15 | Relatório |

### Grupo D
|     |                          |     | Jogos | Jogos | Jogos | Sets | Sets | Sets  | Pontos | Pontos | Pontos |
| Pos | Equipe                   | Pts | T     | V     | D     | V    | P    | R     | V      | P      | R      |
| --- | ------------------------ | --- | ----- | ----- | ----- | ---- | ---- | ----- | ------ | ------ | ------ |
| 1   | ARG Gallay–Pereyra       | 6   | 3     | 3     | 0     | 6    | 1    | 6.000 | 140    | 93     | 1.505  |
| 2   | CAN Harnett–Lapointe     | 5   | 3     | 2     | 1     | 5    | 3    | 1.667 | 142    | 128    | 1.109  |
| 3   | NCA Mendoza–Rodríguez    | 4   | 3     | 1     | 2     | 3    | 4    | 0.750 | 112    | 125    | 0.896  |
| 4   | GUA Alvarado–Bethancourt | 3   | 3     | 0     | 3     | 0    | 6    | 0.000 | 82     | 126    | 0.651  |

| 24 jul | 08:00 | Harnett–Lapointe     | 2-1 | Mendoza–Rodríguez    | 21-17, 14-21, 15-9  | Relatório |
| 24 jul | 08:00 | Gallay–Pereyra       | 2-0 | Alvarado–Bethancourt | 21-13, 21-11        | Relatório |
| 25 jul | 10:40 | Harnett–Lapointe     | 2-0 | Alvarado–Bethancourt | 21-16, 21-9         | Relatório |
| 25 jul | 10:40 | Gallay–Pereyra       | 2-0 | Mendoza–Rodríguez    | 21-12, 21-11        | Relatório |
| 26 jul | 8:00  | Harnett–Lapointe     | 1-2 | Gallay–Pereyra       | 13-21, 22-20. 11-15 | Relatório |
| 26 jul | 8:00  | Alvarado–Bethancourt | 0-2 | Mendoza–Rodríguez    | 15-21, 18-21        | Relatório |

## Fase eliminatória

### Oitavas de final
| 27 jul | 9:00  | Valenciano–Araya   | 2-0 | Mendoza–Rodríguez | 21-14, 21-16        | Relatório |
| 27 jul | 9:50  | Rivas–Mardones     | 2-0 | Allcca–Mendoza    | 21-11, 21-17        | Relatório |
| 27 jul | 12:20 | Harnett–Lapointe   | 1-2 | Ayala–Ríos        | 21-15, 14-21, 10-15 | Relatório |
| 27 jul | 13:10 | Caballero–Valiente | 2-1 | Orellana–Revuelta | 13-21, 21-16, 16-14 | Relatório |

### Quartas de final
| 28 jul | 9:00  | Delís–Martínez | 2-0 | Valenciano–Araya   | 21-17, 21-14 | Relatório |
| 28 jul | 9:50  | Gallay–Pereyra | 2-0 | Rivas–Mardones     | 22-20, 21-18 | Relatório |
| 28 jul | 12:20 | Lavalle–Horta  | 2-0 | Ayala–Ríos         | 21-17, 21-13 | Relatório |
| 28 jul | 13:10 | Pardon–Cook    | 2-0 | Caballero–Valiente | 21-8, 21-10  | Relatório |

### Semifinais
| 29 jul | 10:40 | Delís–Martínez | 0-2 | Gallay–Pereyra | 19-21, 22-24 | Relatório |
| 29 jul | 11:30 | Lavalle–Horta  | 0-2 | Pardon–Cook    | 20-22, 16-21 | Relatório |

### Disputa pelo bronze
| 30 jul | 12:30 | Delís–Martínez | 0-2 | Lavalle–Horta | 19-21, 18-21 | Relatório |

### Final
| 30 jul | 13:30 | Gallay–Pereyra | 1-2 | Pardon–Cook | 21-14, 20-22, 10-15 | Relatório |

## Rodadas de classificação

### Classificatória 5.º-8.° lugar
| 29 jul | 12:20 | Valenciano–Araya | 0-2 | Rivas–Mardones     | 10-21, 9-21  | Relatório |
| 29 jul | 13:10 | Ayala–Ríos       | 2-0 | Caballero–Valiente | 21-19, 21-16 | Relatório |

### Disputa do 7.º lugar
| 30 jul | 10:00 | Valenciano–Araya | 0-2 | Caballero–Valiente | 16-21, 20-22 | Relatório |

### Disputa do 5.º lugar
| 30 jul | 10:00 | Rivas–Mardones | 0-2 | Ayala–Ríos | 12-21, 19-21 | Relatório |

### Classificatória 9.º-12.° lugar
| 28 jul | 9:00 | Mendoza–Rodríguez | 1-2 | Allcca–Mendoza    | 21-18, 22-24, 11-15 | Relatório |
| 28 jul | 9:50 | Harnett–Lapointe  | 2-0 | Orellana–Revuelta | 21-16, 21-17        | Relatório |

### Disputa do 11.º lugar
| 28 jul | 14:00 | Mendoza–Rodríguez | 0-2 | Orellana–Revuelta | 16-21, 18-21 | Relatório |

### Disputa do 9.º lugar
| 29 jul | 9:50 | Allcca–Mendoza | 0-2 | Harnett–Lapointe | 0-21, 0-21 | Relatório |

### Classificatória 13.º-16.° lugar
| 27 jul | 9:00 | Davidson–Grant | 2-0 | Valenciana–Charles   | 21-8, 21-10  | Relatório |
| 27 jul | 9:50 | Vásquez–Vargas | 2-0 | Alvarado–Bethancourt | 21-15, 22-20 | Relatório |

### Disputa do 15.º lugar
| 27 jul | 14:00 | Valenciana–Charles | 0-2 | Alvarado–Bethancourt | 17-21, 8-21 | Relatório |

### Disputa do 13.º lugar
| 28 jul | 13:10 | Davidson–Grant | 0-2 | Vásquez–Vargas | 20-22, 14-21 | Relatório |

## Classificação final
| Pos.              | Dupla                | Campanha (V–D) |
| ----------------- | -------------------- | -------------- |
| Medalha de ouro   | Pardon–Cook          | (6-0)          |
| Medalha de prata  | Gallay–Pereyra       | (5-1)          |
| Medalha de bronze | Lavalle–Horta        | (5-1)          |
| 4                 | Delís–Martínez       | (4-2)          |
| 5                 | Ayala–Ríos           | (4-3)          |
| 6                 | Rivas–Mardones       | (4-3)          |
| 7                 | Caballero–Valiente   | (4-3)          |
| 8                 | Valenciano–Araya     | (3-4)          |
| 9                 | Harnett–Lapointe     | (4-2)          |
| 10                | Allcca–Mendoza       | (2-4)          |
| 11                | Orellana–Revuelta    | (2-4)          |
| 12                | Mendoza–Rodríguez    | (1-5)          |
| 13                | Vásquez–Vargas       | (2-3)          |
| 14                | Davidson–Grant       | (1-4)          |
| 15                | Alvarado–Bethancourt | (1-4)          |
| 16                | Valenciana–Charles   | (0-5)          |